# Prästbuan
Prästbuan este o arie protejată (arie specială de conservare — SAC, sit de importanță comunitară — SCI) din Suedia întinsă pe o suprafață de 119,5 ha, integral pe uscat.

## Localizare
Centrul sitului Prästbuan este situat la coordonatele 60°24′32″N 15°04′42″E / 60.4088°N 15.0784°E.

## Înființare
Situl Prästbuan a fost declarat sit de importanță comunitară în iunie 1996 pentru a proteja 1 specie de animale. Situl a fost protejat și ca arie specială de conservare în martie 2011.

## Biodiversitate
Situată în ecoregiunea boreală, aria protejată conține 5 habitate naturale: Păduri caducifoliate de mlaștină fino-scandinave, Mlaștini împădurite, Păduri fino-scandinave bogate în ierburi cu Picea abies, Mlaștini turboase de tranziție și turbării mișcătoare, Taiga vestică.
La baza desemnării sitului se află o specie protejată de  mamifere: râs eurasiatic (Lynx lynx).